# Coiffy-le-Haut
Coiffy-le-Haut település Franciaországban, Haute-Marne megyében. Lakosainak száma 105 fő (2022. január 1.). Coiffy-le-Haut Montcharvot, Bourbonne-les-Bains, Chézeaux és Coiffy-le-Bas községekkel határos.

## Népesség
A település népességének változása:
| Lakosok száma | 193  | 151  | 144  | 121  | 120  | 123  | 116  | 111  | 108  | 105  |
|               | 1968 | 1982 | 1990 | 2006 | 2013 | 2015 | 2017 | 2019 | 2020 | 2022 |